# Vaduz ærkebispedømme
Vaduz ærkebispedømme blev oprettet af Pave Johannes Paul 2. den 2. december 1997 og omfatter hele Liechtenstein. Ærkebiskop er Wolfgang Haas siden 1997. 
Liechtenstein havde frem til oprettelsen af ærkebispedømmet været en del af Chur bispedømme med sæde i Schweiz. Den offentlige indvielse fandt sted i sognekirken i Vaduz, som herefter har fået status af domkirke, den 21. december.
Ærkebispedømmet består af 12 sogne.
| Religion | Spire Denne religionsartikel er en spire som bør udbygges. Du er velkommen til at hjælpe Wikipedia ved at udvide den. |

47°08′41″N 9°31′23″Ø / 47.14481°N 9.52319°Ø